# طريد الفردوس (فلم)
طريد الفردوس هو فيلم مصري تم إنتاجه عام 1965، من إخراج فطين عبد الوهاب، وتمثيل فريد شوقي وسميرة أحمد ونجوى فؤاد ، رشحت الفيلم لمهرجان موسكو السينمائي الدولي سنة 1965م.

## قصة الفيلم
يموت الدرويش عليش، وينقل في موكب مهيب إلى المقبرة، وهناك يتم صعوده إلى السماء من أجل محاسبته، لكن هناك يكتشف أن مجموع حسناته يساوي مجموع سيئاته، وأنه ليس من أهل الجنة ولا من أهل النار، وبالتالي يصدر قرار بإعادته إلى الدنيا لبضعة أيام من أجل اختباره مرة أخرى، يعود إلى الحياة ويخرج من المقبرة، ويكتشف أنه من الصعب أن يعود إلى شخصيته القديمة كعليش، فينتحل اسم إبراهيم، وينضم إلى إحدى العصابات ويتعرف على فتاة نقية، يحاول مساعدتها، ثم يختلف مع أفراد العصابة، فيقوم بمطاردتهم وكشفهم إلى رجال الشرطة، يشتد الصراع، ويقع في حب الفتاة النقية، وأثناء مشاجرة مع أفراد العصابة، وقبل أن تأتي الشرطة، يموت إبراهيم من جديد.

## الممثلون
- فريد شوقي
- سميرة أحمد
- نجوى فؤاد
- توفيق الدقن
- بوسي
- محمد توفيق
- رجاء يوسف
- عزيزة حلمي
- حسين إسماعيل
- عبد الغني النجدي
- محسن حسنين

## روابط خارجية
- طريد الفردوس على موقع IMDb (الإنجليزية)
- طريد الفردوس على موقع الدهليز
- طريد الفردوس على موقع قاعدة بيانات الأفلام العربية
- طريد الفردوس على موقع كينوبويسك (الروسية)